# Kuczyno
Kuczyno – dawny folwark. Tereny na których był położony, leżą obecnie na Białorusi, w obwodzie witebskim, w rejonie dokszyckim, w sielsowiecie Dokszyce.

## Historia
W czasach zaborów w granicach Imperium Rosyjskiego.
W dwudziestoleciu międzywojennym folwark leżał w Polsce, w województwie wileńskim, w powiecie dziśnieńskim, w gminie Dokszyce.
Według Powszechnego Spisu Ludności z 1921 roku zamieszkiwało tu 10 osób, 8 było wyznania rzymskokatolickiego, a 2 prawosławnego. Jednocześnie 9 mieszkańców zadeklarowało polską przynależność narodową, a 1 białoruską. Były tu 2 budynki mieszkalne. W 1931 w 4 domach zamieszkiwało 15 osób.
Miejscowość należała do parafii rzymskokatolickiej w Dokszycach. Podlegała pod Sąd Grodzki w Dokszycach i Okręgowy w Wilnie; właściwy urząd pocztowy mieścił się w Dokszycach.